# Амброзіус Босгарт Старший
Амброзіус Босгарт Старший (нід. Ambrosius Bosschaert de Oude, 1573, Антверпен — 1621, Гаага) — фламандський художник зламу XVI–XVII ст., майстер натюрмортів.

## Життєпис

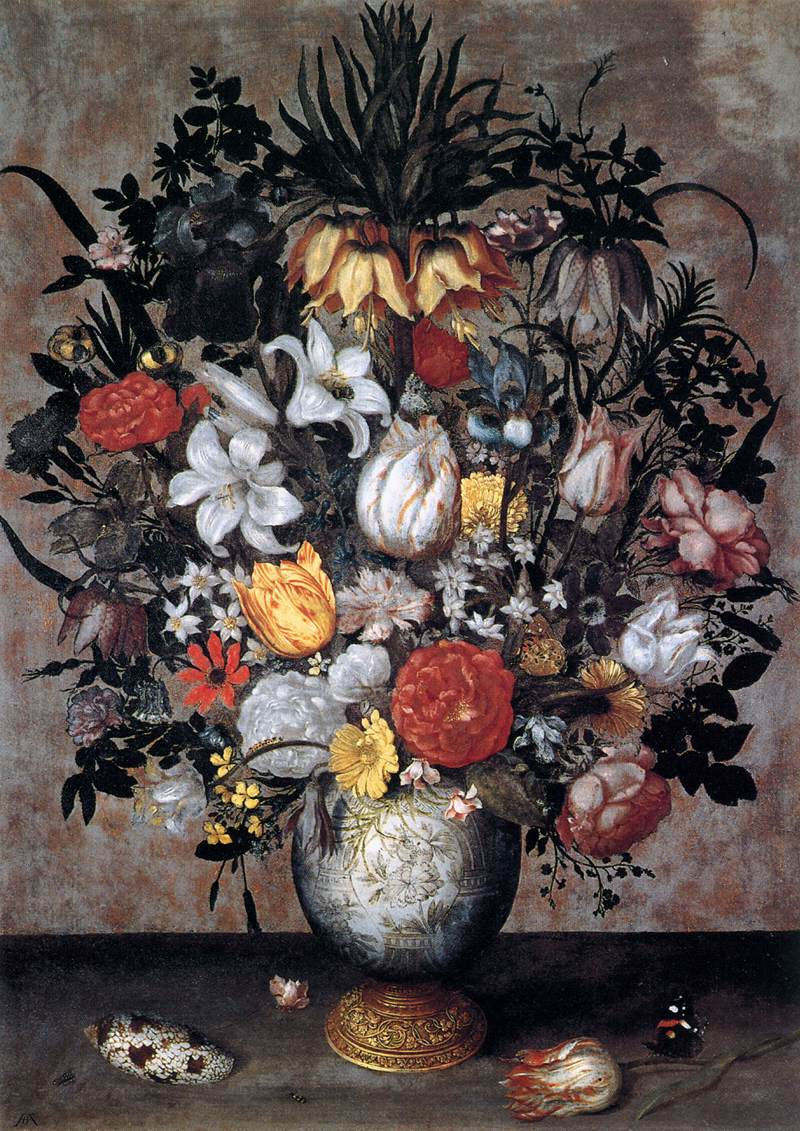
Амброзіус Босгарт Старший. «Весняні квіти в китайській вазі », музей Тиссена-Борнемісси, Мадрид

Народився у місті Антверпен. Через розпочаті у місті репресії іспанськими вояками-католиками, що убивствами й катуваннями намагалися припинити розповсюдження протестантизму, родина Босгартів вимушено емігрувала разом із дітьми у місто Мідделбург.
Амброзіус Босгарт Старший значний період життя провів у еміграції (1587—1613 рр). З молодих років опановував художнє ремесло і почав спеціалізуватися на зображеннях квітів. Модний на той час квітковий натюрморт став популярним жанром аристократичного мистецтва і мав попит також серед бюргерів із середніми прибутками, якщо картини не були завеликого розміру.
У віці 21 року став майстром і був зарахований до гільдії св. Луки. Відомо, що він підписував власні твори монограмою (AB).
Серед родичів Босгарта Старшого був художник і майстер натюрмортів Балтазар ван дер Аст (1593—1657). Останній працював у майстерні Амброзіуса і супроводжував того у подорожах. Амброзіус Босгарт Сстарший відвідав міста Бреда, Утрехт, Берген, Амстердам.
Під час перебування і праці у місті Утрехт вони зустіли худоника Руланта Саверея (1576—1639). Твори Саверея мали помітний вплив на композиції і мотиви натюрмортів усієї родини Босгартів.
Згодом Амброзіус Босгарт Старший відбув на заробітки до Гааги, де помер у віці 48 років. Незакінчені твори художника і навчання учнів його майстерні довершував Балтазар ван дер Аст.
Митець мав трьох синів, всі стануть художниками.
- Амброзіум Босгарт Молодший (1609—1645)
- Йоган Босгарт (бл. 1606—1629)
- Абрагам Босгарт (1612—1643)

## Галерея вибраних творів

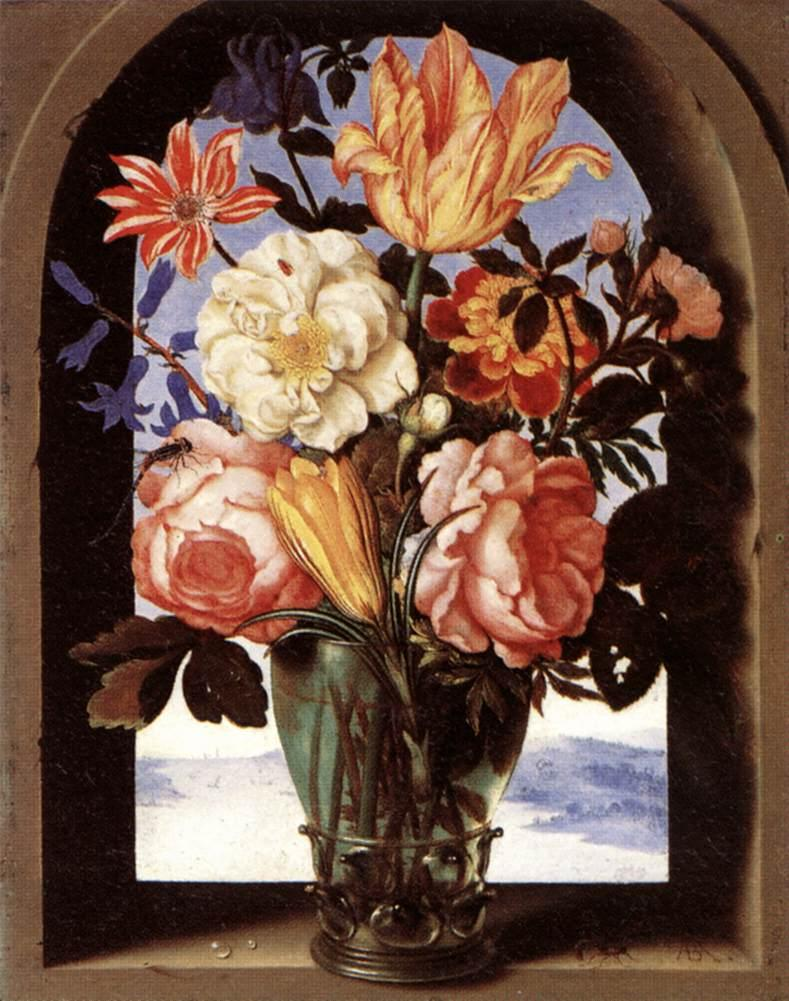
Амброзіус Босгарт старший. «Квітковий натюрморт на вікні з дальнім пейзажем», бл. 1620 р., Лувр, Париж.

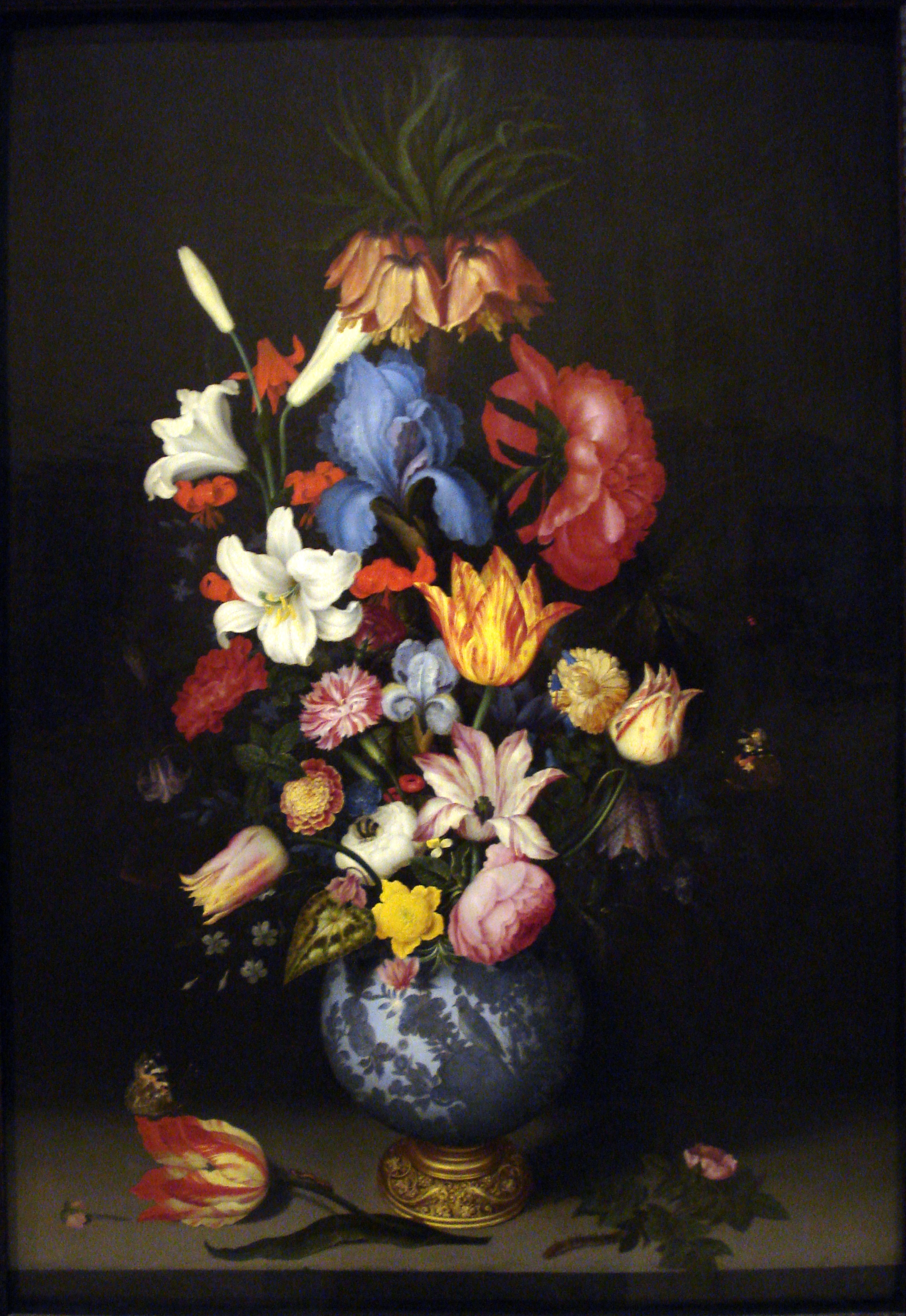
Амброзіус Босгарт старший.
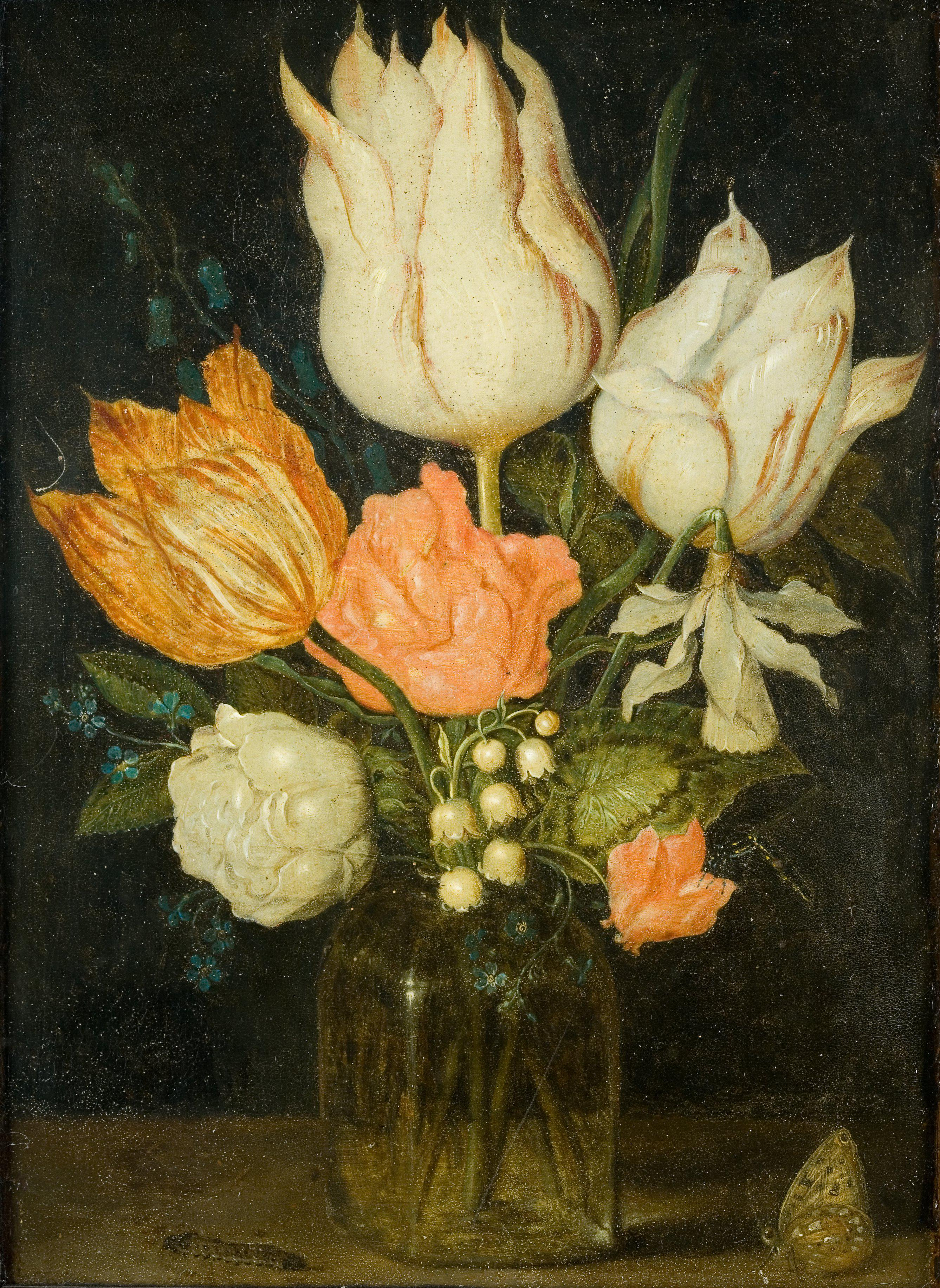
Амброзіус Босгарт старший.
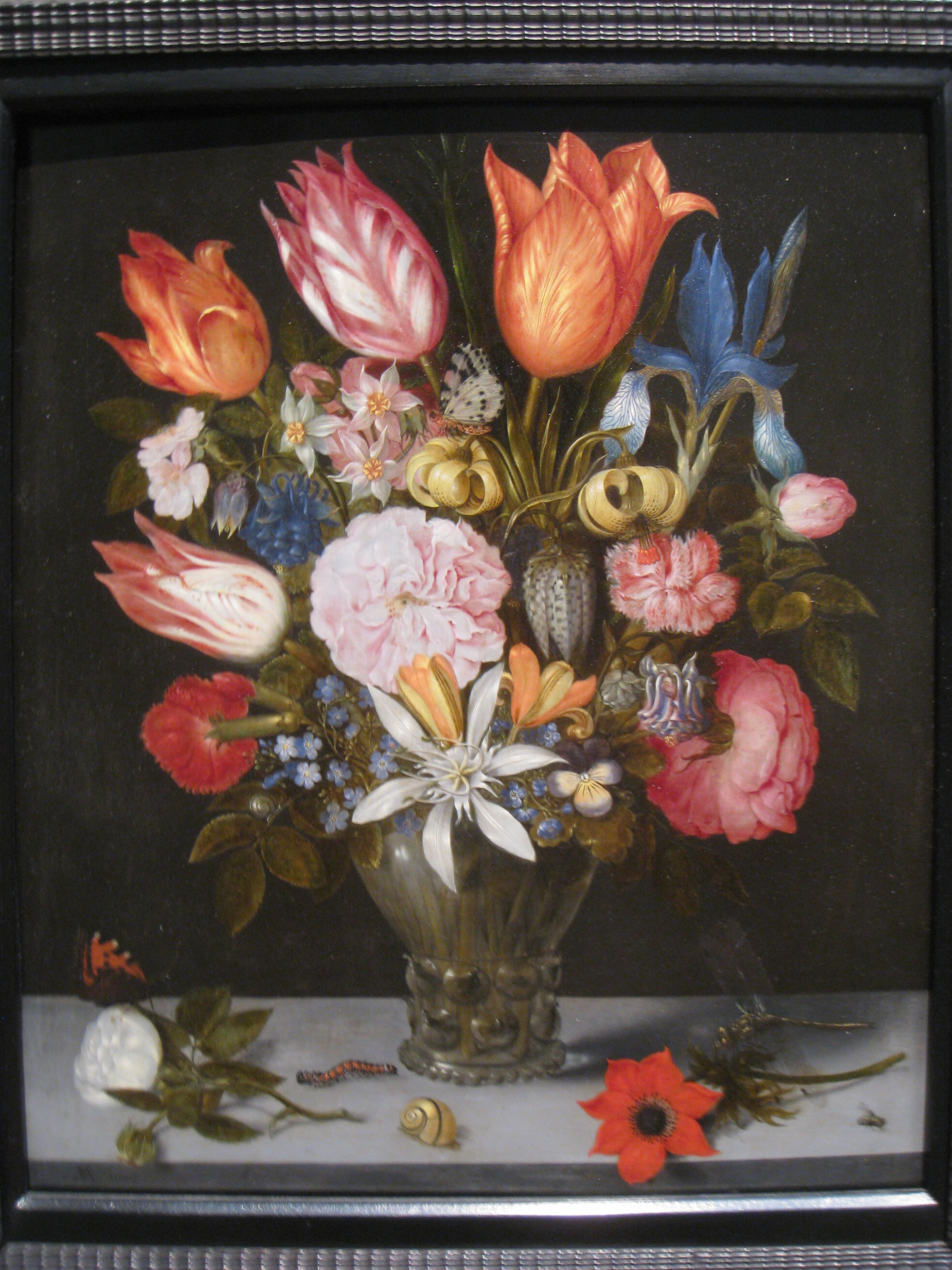
Амброзіус Босгарт старший. «Квітковий натюрморт». Художній музей, Клівленд, Сполучені Штати
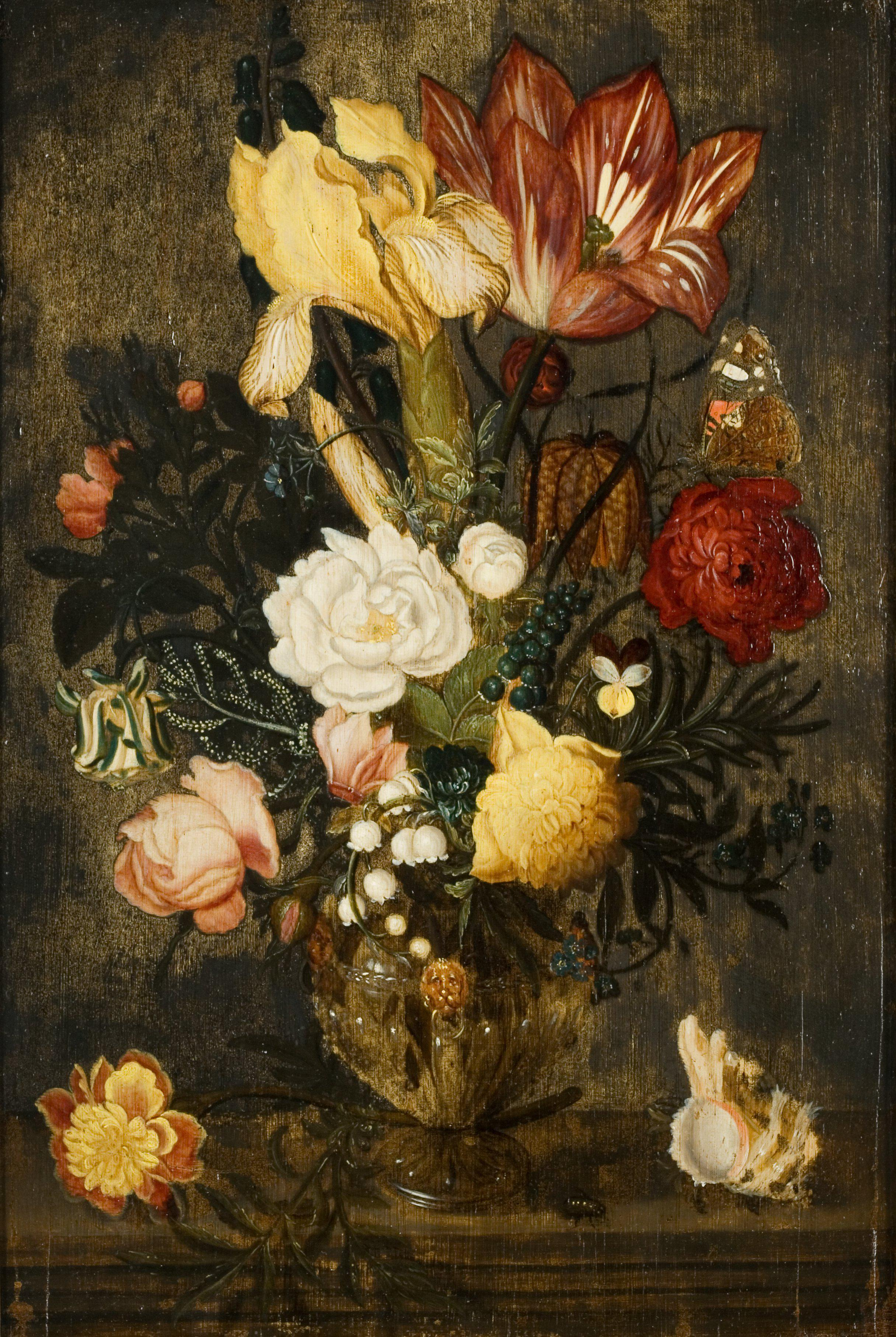
Амброзіус Босгарт старший та помічники майстерні.